# فوسوريتيد
الفوسوريتيد(Vosoritide)، الذي يباع تحت الإسم التجاري فوكسزوجو( Voxzogo)، هو دواء يستخدم لعلاج التقزم (الودانة).   على وجه التحديد للأشخاص الذين تتراوح أعمارهم بين سنتين إلى خمس سنوات وما زالوا في مرحلة النمو.   و يعطى عن طريق الحقن تحت الجلد . 
تشمل الآثار الجانبية الشائعة لهذا العقار على: تورم موقع الحقن، و الاحمرار، و الحكة، أو الألم؛ و التقيؤ؛ و انخفاض ضغط الدم.   أما السلامة أثناء الحمل فغير واضحة.  و هو بعمل عن طريق الارتباط بمستقبل محدد يسمى مستقبل الببتيد المدر للصوديوم-B ، والذي يقلل من FGFR3 ، وبالتالي يزيد من نمو العظام. 
تمت الموافقة على استخدامه طبيًا في أوروبا و الولايات المتحدة في عام 2021.   و في فرنسا تبلغ التكلفة حوالي 260 ألف يورو سنويًا اعتبارًا من عام 2022.  و يكلف هذا المقدار في الولايات المتحدة إلى حوالي 330 ألف دولار أمريكي. 